# 1758 у літературі

## П'єси
- «Батько родини» (фр. «Le Père de famille») — міщанська драма Дені Дідро.

## Народились
- 16 жовтня — Вебстер Ной, американський мовознавець, лексикограф, автор Американського словника англійської мови.

## Померли
- 7 січня — Аллан Ремзі, шотландський поет.